# Tobias Michael
Tobias Michael (Dresden, 13 juni 1592 - Leipzig, 26 juni 1657) was een Duits componist en Thomascantor.

## Leven
Als zoon van de Frans-Vlaamse componist Rogier Michael (1552-1619) en broer van de organisten Christian Rogier (rond 1593-1637) en Samuel (rond 1597-1632) was hij vanaf 1601 zanger in het koor van het hof in Dresden. Hij studeerde daarna in Leipzig en Wittenberg. In 1619 werd hij dirigent bij de graven van Schwarzburg-Sondershausen. In 1631 volgde hij Johann Hermann Schein op als Thomascantor van de Thomasschule en de Thomaskirche in Leipzig.

## Werken
Van Michael zijn er nog twee banden met motetten en geestelijke concerten met als titel Musikalische Seelenlust en enkele zes- tot achtstemmige gelegenheidswerken bewaard gebleven.
- Bibliothèque nationale de France: cb148090724 (data)
- Gemeinsame Normdatei: 102533431
- International Standard Name Identifier: 0000 0001 0655 0562
- Library of Congress Control Number: no95000505
- MusicBrainz: 5f6ddeed-8b3f-43d6-8845-4c0655abac41
- Nationale Bibliotheek van Tsjechië: jx20101123020
- Nationale Bibliotheek van Israël: 987007287596605171
- Istituto Centrale per il Catalogo Unico: MILV363396
- Virtual International Authority File: 76580801
- WorldCat: E39PBJrKPW7RgJPfrYCp9PdqQq